# Devon White
Devon Markes Whyte (ur. 29 grudnia 1962) – jamajski baseballista, który występował na pozycji środkowozapolowego.
W czerwcu 1981 został wybrany w szóstej rundzie draftu przez California Angels i początkowo grał w klubach farmerskich tego zespołu, między innymi w Edmonton Trappers, reprezentującym poziom Triple-A. W Major League Baseball zadebiutował 2 września 1985 w meczu przeciwko Detroit Tigers. W 1988 po raz pierwszy zdobył Złotą Rękawicę, zaś rok później po raz pierwszy zagrał w Meczu Gwiazd. 9 września 1989 w spotkaniu z Baltimore Orioles skradł w tej samej zmianie drugą, trzecią i bazę domową; był to 23. tego typu przypadek w historii American League.
W grudniu 1991 w ramach wymiany zawodników przeszedł do Toronto Blue Jays. W 1992 zagrał we wszystkich meczach World Series, w których Blue Jays pokonali Atlanta Braves 4–2. Rok później zdobył z Blue Jays drugi z rzędu tytuł mistrzowski. W listopadzie 1995 został zawodnikiem Florida Marlins, z którym w 1997 wygrał World Series. Grał jeszcze w Arizona Diamondbacks, Los Angeles Dodgers i Milwaukee Brewers, w którym zakończył karierę
| Nagroda/wyróżnienie         | Lata                  | Źródło            |
| 3× All-Star                 | 1989, 1993, 1998      | [ 1 ]             |
| 7× Gold Glove Award         | 1988, 1989, 1991–1995 | [ 1 ]             |
| 3× zwycięzca w World Series | 1992, 1993, 1997      | [ 4 ] [ 5 ] [ 6 ] |